# Teoria dels sectors polars
La teoria dels sectors polars va ser ideada pel senador canadenc Pascal Poirier a 1907 per justificar les reclamacions dels països adjacents al pol Nord. Va ser després extrapolada al pol Sud amb diverses variants, a causa de la major discontinuïtat geogràfica.

## La teoria
Poirier va exposar la seva teoria al Parlament d'Ottawa el 19 abril 1907 assenyalant que el Canadà havia de reclamar la possessió de:
| « | (...) totes les terres que es troben a les aigües entre una línia que s'estén des de l'extrem nord oriental, i una altra línia que s'estén des de l'extrem occidental cap al nord. | » |

Poirier va postular la teoria com una variant del principi de contigüitat geogràfica, assenyalant que les regions polars no són més que prolongacions dels països que envolten el pol Nord i, per tant, han d'estar sota la sobirania d'aquests països, d'acord amb les regles de l'accessió. Va proposar que s'havien de traçar sobre la superfície terrestre, des de les extremitats dels territoris circumpolars de cada país, línies convergents cap al pol mitjançant els meridians, quedant tot el que es trobi entre aquestes línies sota la pertinença del país respectiu. Les línies formarien un con (o triangle esfèric) amb vèrtex en el pol Nord.
Per justificar que la seva teoria no es regia per l'ocupació real i efectiva dels territoris, forma normal d'adquirir sobirania, Poirier la va idear com una variant de l'accessió, que és la forma d'adquirir un dret en virtut de la qual el propietari d'una cosa és amo del que ella produeix o del que s'ajunta a ella.

## El cas del pol Nord
El pol Nord, on l'oceà Glacial Àrtic es troba congelat gairebé en la seva totalitat, es trobava al començament del segle xx envoltat per les possessions circumpolars del Canadà, Estats Units, Rússia, Noruega, Dinamarca i Finlàndia (aquest últim des de la seva independència el 1917 fins que va perdre aquesta condició al cedir les seves costes àrtiques a Rússia durant la Segona Guerra Mundial).
D'acord amb els postulats de Poirier, el 10 de juny de 1925 Canadà va fixar els meridians 60 ° O i 141 ° o com els seus límits polars, reclamant la sobirania sobre tot el que hi havia entre ells fins al pol Nord. El 1926 la Unió de les Repúbliques Socialistes Soviètiques (successora de Rússia) es va recolzar en la Teoria dels Sectors Polars fixant els seus límits entre els meridians 32° 4′ 35″ E i 168° 49′ 30″ O. Ambdós països van reclamar així la seva sobirania sobre més de les tres quarta part de l'àrtic.
Els Estats Units, Noruega i Dinamarca es van sentir perjudicats en el repartiment i van rebutjar la Teoria dels Sectors Polars. Les disputes per àrees en el mar de Barentsz i pel pas del Nord-oest continuen en l'actualitat.

## El cas del pol Sud
La Teoria dels Sectors Polars va ser extrapolada a l'Antàrtida, on la seva aplicació va ser diferent a la realitzada en el pol Nord, ja que no hi ha una continuïtat geogràfica directa de les regions polars amb els països que l'envolten.
|           |           |      |        |              |         |            |
| Argentina | Austràlia | Xile | França | Nova Zelanda | Noruega | Regne Unit |

### Regne Unit
El 21 de juliol de 1908 el Regne Unit va iniciar la successió de reclamacions antàrtiques proclamant els seus drets territorials sobre els territoris que constituïen les Dependències de les illes Malvines, els que van ser llistats per la patent real com:
| « | els grups d'illes conegudes com Geòrgia del Sud, les Òrcades del Sud, les Shetland del Sud, i les Sandwich del Sud, i el territori conegut com Terra de Graham, situat a l'oceà Atlàntic Sud al sud del paral·lel 50 ° de latitud sud, i entre els 20 ° i 80 ° de longitud oest. | » |

D'aquesta manera el Regne Unit prenia com a punt de suport la seva possessió de les illes Malvines i la seva proclamada sobirania sobre les illes Geòrgia del Sud (per James Cook el 17 de gener de 1775). No obstant això, els límits no es corresponien amb la prolongació d'aquestes disputades possessions britàniques, estenent més cap a l'oest fins a abastar tota la península Antàrtica, de manera que el Regne Unit va adduir a més raons històriques per a la reclamació d'aquestes àrees. Incloure a més la part austral d'Amèrica del Sud (la Terra del Foc i parts de Patagònia de Xile i de l'Argentina).
El 1917 la patent real va ser modificada, adaptant la Teoria dels Sectors Polars a l'Antàrtida. El nou àmbit de les dependències va ser estès per comprendre:
| « | totes les illes i territoris que es troben entre els 20 ° i els 50 ° de longitud oest que estiguin situats al sud del paral·lel 50 ° de latitud sud, i totes les illes i territoris que es troben entre els 50 ° i 80 ° de longitud oest que estiguin situats al sud del paral·lel 58 ° de latitud sud, així fins a arribar al Pol Sud. | » |

D'aquesta manera es va excloure els territoris patagons sobre els quals el Regne Unit no havia fet cap reclamació.
Com a conseqüència de la signatura del Tractat Antàrtic, el Regne Unit va limitar a 1961 seu sector antàrtic (Territori Antàrtic Britànic) a les àrees al sud del paral·lel 60 ° S i entre els meridians 20 ° i els 50 ° de longitud oest.
El 1923 el Regne Unit va proclamar la seva sobirania sobre la Dependència de Ross, posant-la sota jurisdicció del governador general de Nova Zelanda i fent ús novament de la Teoria dels Sectors Polars, d'acord amb l'adjacència (a 3.000 km de distància) d'aquest últim país a aquesta regió antàrtica. Està definida per un sector amb vèrtex al Pol Sud, entre les longituds 160 ° est i 150 ° oest, i fins a la latitud 60 ° sud. Va adduir a més els seus drets per les exploracions en l'àrea de James Ross el 1841 i d'Ernest Shackleton i de Scott posteriorment. L'interès del Regne Unit es va centrar en l'increment de la pesca de balenes a la regió a causa de la seva sobreexplotació a la zona de la península Antàrtica.
El 7 de febrer de 1933 el Regne Unit va transferir a Austràlia les seves reclamacions de sobirania sobre la Terra Victòria (reclamada el 9 de gener de 1841) i la Terra d'Enderby (reclamada el 1930), la qual cosa va tenir efecte el 24 d'agost de 1936 en crear-se el Territori Antàrtic Australià. Es va tornar a adaptar la Teoria dels Sectors Polars basant-se en l'adjacència de la costa australiana i als drets històrics britànics, ja que Austràlia va reclamar tota la regió al sud del paral·lel 60 ° S i entre els meridians 160°E i 44° 38′ E, amb excepció de la Terra Adèlia.

### França
La Terra Adèlia va ser reclamada per França el 27 de març de 1924. Després d'una negociació amb Austràlia, França va fixar l'1 d'abril de 1938 la seva jurisdicció sobre la Terra Adèlia al sector limitat pels meridians 136° 11′ E (punta Pourquoi Pas) i 142° 02′ E (punta Alden). França va basar els seus drets sobre la base del descobriment de la Terra Adèlia per Jules Dumont d'Urville a 1840, utilitzant de tota manera la delimitació prevista per la Teoria dels Sectors Polars al recolzar-se en el pol Sud i dos meridians, però sense fer cap reclamació a les aigües adjacents.

### Noruega
El rebuig noruec a la Teoria dels Sectors Polars en l'àrtic, va ser pres en compte quan el 14 de gener de 1939 Noruega va proclamar la seva sobirania sobre la Terra de la Reina Maud. Noruega va fixar els seus límits a la costa entre els sectors reclamats pels britànics el 1908 (20 ° O) i els australians el 1936 (44° 38′ E), sense fixar l'extensió dels dos meridians. El 2 de febrer de 1929 Noruega havia proclamat també la seva sobirania sobre l'illa Pere I, a l'oest de la península Antàrtica i l'1 de desembre de 1927 ho havia fet sobre la subantàrtica illa Bouvet, adjacent a la Terra de la Reina Maud a 1.600 km.
El 19 de gener de 1939 l'Alemanya nazi va proclamar la seva sobirania sobre una part de l'Antàrtida que es solapava amb la reclamació noruega al sector entre els 20 ° E i els 10 ° O, denominant Nova Suàbia. Sense adherir tampoc Alemanya a la Teoria dels Sectors Polars. El 23 de maig de 1945 els aliats van posar fi a la reclamació alemanya.

### Xile
La Teoria dels Sectors Polars va ser també invocada per Xile en proclamar per decret del 6 de novembre de 1940 la seva sobirania sobre part de l'Antàrtida:
| « | Formen l'Antàrtica Xilena, o Territori Xilè Antàrtic, totes les terres, illes, illots, esculls, glaceres (pack-ice) i altres, coneguts i per conèixer-se, i el mar territorial respectiu, existents dins dels límits del casquet constituït pels meridians 53 º longitud Oest de Greenwich i 90 º longitud Oest de Greenwich. | » |

El límit oriental va ser justificat per Xile basant-se en consideracions històriques i no geogràfiques i el va fixar en la línia del Tractat de Tordesillas. Tanmateix, aquesta línia mai va ser demarcada per Espanya i Portugal, de manera que Xile va considerar que passava pels 37° 07′ O (la hi suposa generalment en els 46° 37′ O) i retragué seu límit est fins al meridià 53 º O en consideració dels drets argentins. Atesa la continuïtat del seu territori més enllà de l'passatge de Drake, no va fixar un límit nord a la seva reclamació. Entre els 53 ° O i 80 ° O al sud del paral·lel 58 ° S els límits del sector xilè es van sobreposar als pretesos pel Regne Unit.

### Argentina
El 2 de gener de 1904 l'Argentina va adquirir l'estació meteorològica (Base Orcades) instal·lada per l'escocès William Speirs Bruce, a l'illa Laurie de les Òrcades del Sud, mantenint l'ocupació permanent de la base fins al dia d'avui. El gener de 1942 l'Argentina va declarar els seus drets antàrtics entre els meridians 25 º i 68 º 24 '(el de punta Dungeness) adherint a la Teoria dels Sectors Polars. El límit oriental va ser fixat considerant l'arxipèlag de les Sandwich del Sud, reclamat per l'Argentina des de 1938. El 2 de setembre de 1946 es van fixar nous límits per al Sector Antàrtic Argentí entre els meridians 25 ° i 74 ° de longitud Oest (corresponent a l'extrem occidental argentí en el cordó Mariano Moreno), per finalment el 28 de febrer de 1957 establir el límit nord definitiu en el paral·lel 60 º de latitud Sud.
Xile i l'Argentina van signar el 14 de març de 1948 un mutu acord en la protecció i defensa jurídica dels drets territorials entre els meridians 25 º i 90 º de longitud Oest. Als territoris es reconeixien els dos drets sobirans sobre l'Antàrtida Sud-americana. Reconeixent mútuament:
| « | (...) que Xile i Argentina tenen drets indiscutibles de sobirania a la zona polar anomenada Antàrtida americana. | » |

Tot el sector argentí va quedar englobat en el sector reclamat pel Regne Unit.

### Estats Units i l'URSS
A les reclamacions dels països territorials es van oposar els interessos dels Estats Units i de l'URSS. El primer no reconeix la Teoria dels Sectors Polars en l'àrtic i tampoc ho fa en l'antàrtic, però, la posició de Rússia (que va succeir en drets a l'URSS) és diferent respecte de la teoria, que sí que reconeix en l'àrtic, però no accepta la seva aplicació a l'Antàrtida. Cap dels dos països va fer reclamacions antàrtiques, però en signar el Tractat Antàrtic van fer reserva dels seus drets a realitzar-les.

## Derivacions
La Teoria dels Sectors Polars va donar origen a diverses propostes derivades d'ella. Una d'elles és la sostinguda per René Waultrin, que va proposar aplicar la teoria dels sectors en la part externa de les regions polars, donant-li la preferència als països més veïns, mentre que la zona interior pertanyeria als països que l'exploressin.
El tractadista Paul Fauchille va proposar dividir les àrees polars en les zones d'influència de cada continent, establint en cada zona un condomini plural, amb participació de tots els països del continent respectiu